# Ecseg
Ecseg é um município da Hungria, situado no condado de Nógrád. Tem 24,1 km² de área e sua população em 2015 foi estimada em 1.174 habitantes.